# Detonation
I Detonation sono una band death metal/thrash metal di Utrecht (Paesi Bassi), nato nel 1997 con il nome "Infernal Dream", cambiato l'anno successivo nell'attuale Detonation.

## Formazione

### Ultima
- Koen Romeijn - voce, chitarra ritmica (1997-2012)
- Mike Ferguson - chitarra solista (1997-2012)
- Harry van Breda - basso (2011-2012)
- Allard van der Kuip - batteria (2011-2012)

### Ex componenti
- Thomas Kalksma - batteria (1997-2008)
- Otto van der Oije - basso (1998-2011)
- Danny Tunker - chitarra ritmica (2008-2011)
- Michiel van der Plicht - batteria (2008-2011)

## Discografia

### Album in studio
- 2002 - An Epic Defiance
- 2005 - Portals to Uphobia
- 2007 - Emission Phase
- 2010 - Reprisal

### EP
- 2000 - Lost Euphoria

### Demo
- 1998 - Promo 1998
- 2001 - Promo 2001